# Arxiu Municipal de Xàtiva
L'Arxiu Municipal de Xàtiva (AXM) és un arxiu de Xàtiva amb un fons va d'ençà el segle xiv fins a l'actualitat amb 5.900 caixes de documents i una biblioteca sobre història local i arxivística. Està ubicat a l'Antic convent de la Trinitat.

## Història
El 2017 va rebre una donació de documents relacionats amb el filantrop italià Attilio Bruschetti. La donació inclou un quadre del nomenament de Bruschetti com a fill adoptiu de Xàtiva del 1925, un llibre amb partitures manuscrites i una col·lecció de 16 llibres relacionats amb la història municipal.
Des del 1996 al 2019 les dependències de l'arxiu van acollir l'arxiu històric de protocols del Districte Notarial de Xàtiva (DNX). El 2019 es van traslladar a un local del número 2 de l'Avinguda Ausiàs March. Els motius del trasllat van ser requisits tècnics i legals, fonamentalment d'espai. També es va argumentar que amb la jubilació de l'antic notari-arxiver, el DNX havia hagut d'assumir gairebé un miler de volums, el que va agreuxar el problema d'espai i les condicions per complir la legislació.
Va incorporar 603 documents digitals sobre arquitectura i urbanisme de l'arquitecte Pablo Camarasa el 2019. Aquests documents es divideixen en sis categories que són l'arquitectura civil de caràcter local, arquitectura religiosa local, arquitectura militar provincial, arquitectura hidràulica autonòmica, urbanisme local i documentació digitalitzada local. També incorpora documents sense classificar que tenen a veure amb les Actes de Policia Urbana.

## Algunes exposicions
El 2015 l'arxiu va exposar donacions que durant 25 anys havien cedit més de cent persones de la ciutat que daten d'entre el segle xvii i el XX. Hi havia gravats, dibuixos, manuscrits, quadres, una vidriera de l'antic hotel Españoleto o un casc de l'exèrcit republicà.
El 2019 va acollir l'exposició Documenta Xàtiva: els tresors de l'Arxiu Municipal de Xàtiva, on es van mostrar alguns dels documents històrics més rellevants de l'arxiu com el Llibre de Privilegis de la Ciutat i Regne de València.